# Alfarería en la provincia de Tarragona

Tinajas romanas en el Museo Arqueológico de Tarragona.

La alfarería en la provincia de Tarragona (España), con precedentes arqueológicos datados con anterioridad a la romanización, cataloga la actividad de los “terrisers” y “cantarers” de la baja Cataluña, en lo que fue la antigua Marca Hispánica, y que mantuvo viva tradición hasta finales del siglo xx. Diversas instituciones catalanas y nacionales conservan restos de material arqueológico
de cerámica hallada en la provincia y a partir del siglo xviii se documenta actividad alfarera en el Catastro de Ensenada (1752) y en las Memorias políticas y económicas de Eugenio Larruga (1792), así como en el siglo xix en el Diccionario geográfico-estadístico-histórico (1846-1850) de Pascual Madoz.
También ha quedado noticia de la fabricación de la llamada loza de reflejos metálicos en Reus, desde la primera mitad del siglo xvi, y luego dependiente de la influencia de Manises.

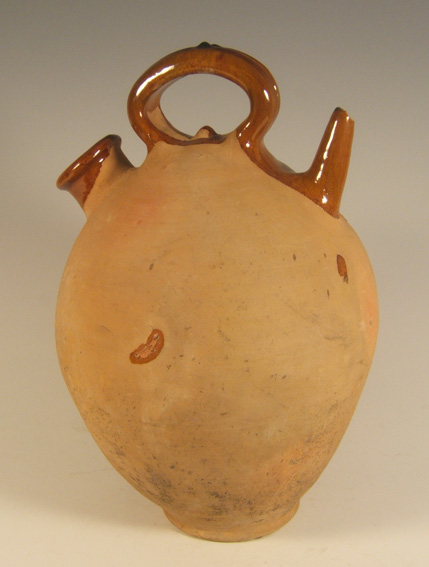
Botijo (cántir)

## Focos alfareros
Además de los restos de primitivos alfares establecidos en la capital de la provincia asociados al capítulo de excavaciones, las guías alfareras destacan los centros de producción en Miravet, Benisanet, Vendrell, La Selva del Camp, Tivenys y La Galera como antiguos alfares de mayor tradición.

### Miravet

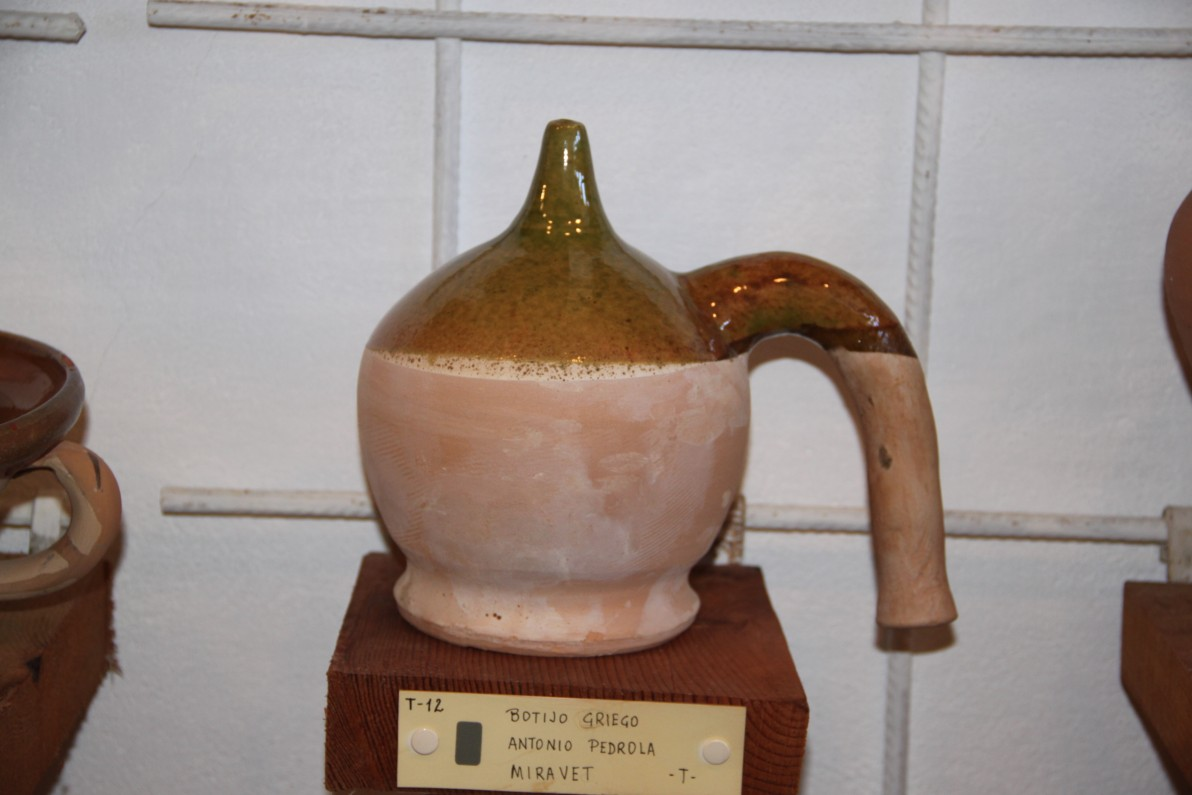
Botijo “griego”, pieza tradicional de la alfarería de agua del sur de Cataluña, fabricada en Miravet (Tarragona) por Antonio Pedrola.

Tuvo uno de los focos más importantes de la provincia, con cerca de sesenta alfares a comienzos del siglo xx, hornos comunales circulares y abundante alfarería de basto, sin vidriar.
Queda tradición de la importante industria de tinajas, fabricadas por el método del “marrell” o urdido (con piezas grandes como la “aljup” con cuatro asas), y de botijos de dos tipos, la “gárgola” y otro el pitxell (cuya asa solía adornarse con un pajarito), además de las habitual producción de orzas y lebrillos vidriados en su interior (“rivells” o “gibrells” de cinco tamaños: “mandonger, mint janse, senga, quatre un y platerot”),; así como la “gerra” o cántaro, con dos modelos de distinta difusión: la alta cántara de base estrecha –tradicional en tierras catalanas–, y el cántaro más esférico de culo ancho que se vendía en focos de Aragón como Alcañiz o Caspe.

### La Galera y Tivenys
Son otros dos focos antiguos que aun conservan actividad. En La Galera se sigue modelando la típica “gerra” o cántaros para agua, hermana de las piezas hechas en Traiguera, en Castellón, decoradas con líneas paralelas con óxido de hierro. También queda activo un alfar en Tivenys, aunque más orientado a nuevas líneas de venta de piezas decorativas; recuperándose antiguas piezas de encargo, como cuchareros, o el típico “setrill” (aceitera), o las “pitanças” (platos hondos).

### Alfares desaparecidos
Tanto la historiadora Natacha Seseña como otros etnógrafos especialistas datan la década de 1980 como capítulo final en la actividad alfarera en la localidad de Vendrell; como también ocurriera en Benisanet, Ginestar o La Selva del Camp, entre otros.

## Continuidad y desarrollo
La actividad comarcal en el trabajo cerámico de carácter alfarero tradicional tiene desde 2003 marco anual en el Festival Internacional de Cerámica de Montblanch.
Ya en el siglo xxi, se documenta continuidad o nueva actividad alfarera en Benisanet, La Galera, Miravet, Tarragona capital, Mora de Ebro y Tortosa. Asimismo, en La Ametlla de Mar puede visitarse el museo de alfarería popular, con una exposición permanente de piezas de toda la geografía española.